# Маґазін літтерер
Маґазін літтерер (фр. Le Magazine littéraire — літературний журнал) — французький літературний журнал, заснований в 1966 році.
Першим головним редактором був Жан-Жак Брошьє д'Італік, його змінив Жан-Луї Ю, а з 2007 року часописом керував Жозеф Масе-Скарон. Сьогодні головний редактор часопису — Лоран Нюньєс.  Щомісяця журнал не лише представляє новинки французької й зарубіжної літератури, але й презентує так зване «досьє» — добірку матеріалів про письменника чи філософа або на певну тему, наприклад досьє про таких авторів, як Альбер Камю, Жан-Поль Сартр, Мішель Фуко, Луї-Фердінан Селін, Жан Жіоно, Артюр Рембо, Гомер.